# Roderick Rijnders
Roderick "Rody" Falesca Renee Trygvae Rijnders (født 1. marts 1941, død 15. januar 2018) var en hollandsk roer.
Rijnders deltog ved OL 1968 i Mexico City i toer med styrmand som styrmand, sammen med Hadriaan van Nes og Herman Suselbeek. I indledende heat blev hollænderne nummer tre, hvilket betød, at de skulle i opsamlingsheat. Her vandt de klart og var dermed i semifinalen. Her opnåede de en andenplads, meget tæt på de østtyske vindere. I finalen vandt Italien guld med cirka to sekunders forspring til den hollandske båd, der dermed fik sølv, mens Danmark fik bronze.
Rijnders vandt desuden en EM-bronzemedalje i toer med styrmand ved EM 1965 i Vesttyskland. 

## OL-medaljer
- 1968:  Sølv i toer med styrmand